# Jantiharjo
Jantiharjo is een bestuurslaag in het regentschap Karanganyar van de provincie Midden-Java, Indonesië. Jantiharjo telt 5358 inwoners (volkstelling 2010).